# カルロ・コッローディ
カルロ・コッローディ（伊: Carlo Collodi、1826年11月24日 - 1890年10月26日、本名: カルロ・ロレンツィーニ（Carlo Lorenzini））は、イタリアの作家。トスカーナ大公国のフィレンツェ出身。その代表作『ピノッキオの冒険』で世界的に知られている。

## 略歴
ペンネーム「コッローディ」は、ルッカとピストイアの間にある、母アンジェラ・オルツァーリの故郷でもあるルッカ県の農村の名前「コッローディ」（現在はペーシャというコムーネの一部）から採られたもの。また彼自身その子供時代の大半を過ごした土地でもある。そこで小中学校に通い、コッレ・ディ・ヴァル・デルザの神学校に進学するため、村を出る。しかし結局退学し、1843年、スコローピ修道会の学校を卒業。これが最終学歴となった。翌年、フィレンツェの出版社ピアッティ出版に職を得て、そこに出入りする知識人と面識を得るようになり、特にジョヴァンニ・バティスタ・ニッコリーニに強く影響を受けた。彼から、愛国心と共和主義の精神について深い感化を受ける。1848年の第一次独立戦争への義勇兵としての参加など、その影響は作品の内容にも及んでいる。
1847年以降、雑誌への寄稿など、作家としての活動を始める。音楽・演劇・政治・文化批評など、その執筆分野は非常に多岐にわたる。コッローディのペンネームを使い始めるのは、1856年から。さまざまな記事を書きながら、彼の関心はイタリアの国民が自分たちをひとつのものとして感じることができるような自国語の共通の基盤を培うということに向けられ、それが次第に文学を通しての国民、特にその未来を担う子どもたちの教育に向かうようになる。1870年代後半から、シャルル・ペローの童話の翻訳をしたり、その中で童話のイラストを担当したエンリコ・マッツァンティと一緒に組んで仕事をする機会が増える。1881年、『子ども新聞』に最初の一部を連載した『ピノッキオの冒険』に、1883年、イラストを添えたのもこのマッツァンティである。
『ピノッキオの冒険』が大成功を収めたのは、コッローディが亡くなってからのことである。20世紀になって初めてその作品の文学的な価値は、児童文学の専門家たちからも完全に承認されるようになった。作品の影響は、それが単に世界的な読者を獲得したということだけでなく、国内的にはイタリア語の普及ということにおいても多大な功績を挙げている。コッローディは晩年、一連の教科書のシリーズの仕事にその精力を傾けた。現在はサン・ミニアト・アル・モンテの墓地に埋葬されている。

## 作品
- 『ピピの冒険 森の小猿』柏熊達生訳　新小国民社　少国民世界文学叢書 1948年

## その他
- フリーメイソンの会員である[2]。